# Rol en vivo

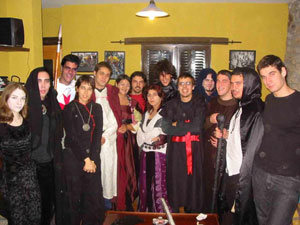
Jugadores de rol en vivo posando para mostrar sus disfraces.

El rol en vivo (ReV), también conocido como LARP (en inglés live action role-playing), es una modalidad de juego de rol en la que la representación de los personajes por parte de los jugadores se realiza en tiempo real y de forma escenificada, a veces incluso con el atuendo apropiado, como disfraces y reproducciones inofensivas de espadas u otro tipo de armas. En contraste, en los juegos de rol tradicionales (comúnmente llamados «juegos de rol de mesa») los jugadores se sientan alrededor de una mesa e interpretan sus personajes únicamente de forma oral.

## Descripción general
El rol en vivo comparte con los juegos de rol de mesa la interpretación de personajes pero, a diferencia de estos, los jugadores deben llevar a cabo sus acciones en vez de declararlas. Los jugadores de rol en vivo actúan, se mueven, hablan y representan su personaje como un actor sobre un escenario. Mientras en el rol de mesa la acción transcurre en la imaginación de los jugadores, en el rol en vivo la acción se representa físicamente. Por esta razón, la interpretación de los papeles prima sobre la narración de la historia, lo que sitúa al rol en vivo más cerca del teatro que del aspecto «cuentacuentos» del rol de mesa.
En el rol en vivo no hay público, todos forman parte de la representación. En una partida pueden participar entre unos pocos y varios miles de jugadores, y puede desarrollarse tanto en espacios públicos como privados, interiores o exteriores. 
Asimismo puede durar desde unas pocas horas hasta varios días, en los cuales el juego se suele interrumpir para comer, dormir o descansar.

## Preparación

### La fórmula narrativa
Llevar a cabo una partida de rol en vivo puede ser sumamente complejo. Incluso cuando intervienen pocos jugadores, la infinidad de posibilidades que resultan de su interacción puede dejar el curso del juego en manos del azar. Estas interacciones se ajustan bien a los modelos de redes complejas por tres motivos: cada personaje puede relacionarse con muchos otros, los personajes se pueden agrupar en torno a líderes o cabezas de grupo, y las tramas pueden resolverse por varios caminos.
La solidez de una historia depende de la solidez de la red. En una intriga de corte, donde los personajes están jerarquizados, un rumor se propaga rápidamente gracias a que no tarda en llegar a un nodo principal (personaje con muchos contactos, p. ej. el rey, el diplomático), y desde este se extiende fácilmente a cualquier grupo de juego. Es el caso de una red libre de escala. Esta red es vulnerable a la eliminación de dichos nodos, lo que resulta en un cambio drástico en la red y, por tanto, en el devenir de la partida. Si en la historia no hay jerarquías, como en la investigación de un crimen por periodistas independientes, un rumor tarda mucho en propagarse porque tiene que atravesar los distintos nodos (periodistas) uno por uno. Sin embargo, esta red soporta bien la eliminación de personajes al azar. Es el modelo de red aleatoria.

### La ambientación

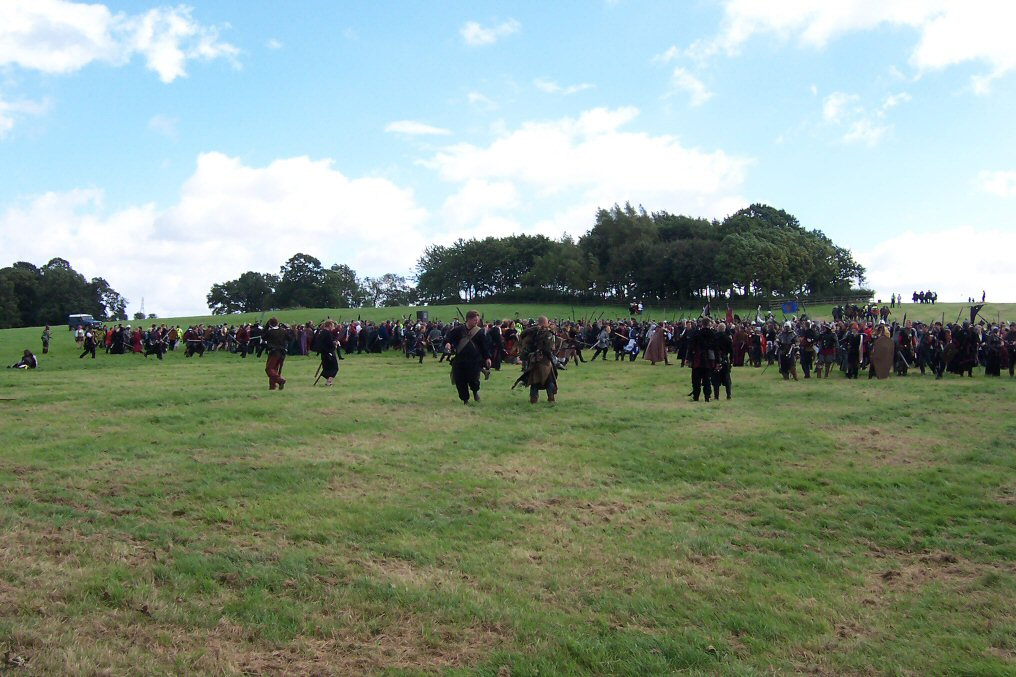
Combate en un evento de Lorien trust.

La creación de una ambientación o atmósfera cobra gran importancia en el rol en vivo. Mientras que en el rol de mesa no importa si se juega en una cafetería o en el suelo de una habitación, el rol en vivo necesita un entorno acondicionado. Si la historia se desarrolla en el mundo real, bastarán unos pocos elementos de escenografía. Si la historia se desarrolla en un mundo de fantasía o de otra época, se pueden buscar localizaciones especiales o incluso construir grandes estructuras para simular el escenario. 
La interacción con el mundo real se enriquece mucho con la escenografía, no solo para ambientar sino como parte integrante del juego: representando objetos que se pueden intercambiar o lugares de juego con una función específica, como las puertas de una fortaleza, el Santo Grial, etc.
No hay límite en cuanto al realismo de una ambientación, salvo el generalmente aceptado de no molestar a aquellos que no participan y evitar decorados, escenografía o conductas peligrosas. 
Las ambientaciones más elaboradas son más propias de la recreación histórica.
Aunque la mayoría de juegos de rol distinguen entre escenarios reales y ficticios, algunos denominados invasivos mezclan ambos tipos de forma similar a los juegos de realidad alternativa. 
En este caso son preferibles aquellos en los que los personajes tengan buenas razones para que el resto de la humanidad no sepa qué se traen entre manos: espías, vampiros, extraterrestres haciéndose pasar por seres humanos, etc.

### El disfraz

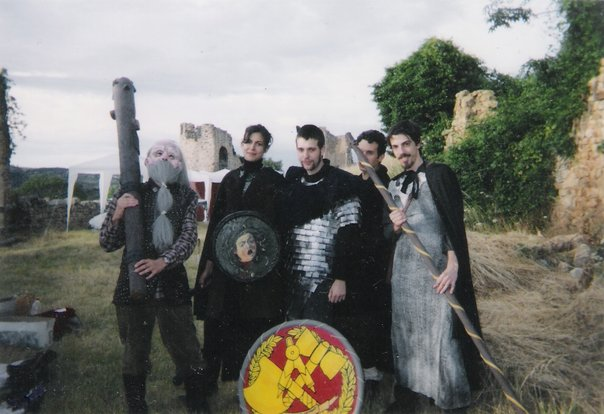
Un grupo de aventureros en un juego de rol en vivo medieval-fantástico en el Château de Couzan, en Francia.

Así como ocurre en el teatro, el disfraz marca la diferencia entre el jugador real y el personaje que interpreta. Así, un joven de veinte años puede interpretar a un anciano con unos toques de lápiz negro simulando las arrugas y talco en el pelo para fingir las canas. El objetivo de tales disfraces es que alguien pueda, de un simple vistazo, identificar al personaje que un jugador está interpretando. Incluso en aquellas partidas que se juegan en entornos públicos y cuyos jugadores tratan de pasar desapercibidos pueden existir elementos de disfraz que permitan a los jugadores identificarse mutuamente, especialmente para evitar molestar a gente ajena a la partida en curso.

## Representación

### El papel de los jugadores

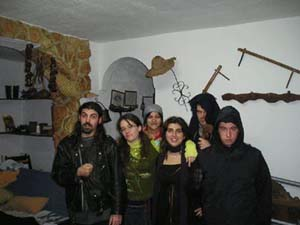
Jugadores de rol en vivo en una habitación en la que se han dispuesto algunos elementos de decorado.

El reparto en una partida de rol en vivo está fuertemente limitado por las capacidades de los jugadores. Mientras que en el rol de mesa los hombres pueden interpretar personajes femeninos y viceversa, jugadores de trece años a ancianos, o el jugador más torpe a un ágil juglar capaz de hacer malabares con cuchillos, esto supone una traba cuando hay que llevar a cabo la acción.
Por supuesto, una caracterización adecuada puede suavizar algo estas restricciones, pero cualquier habilidad que tenga un personaje que no tenga el jugador que lo interpreta (y viceversa), debe representarse lo bastante claramente en su disfraz como para que sea evidente para todo el mundo. Otra diferencia es que en el rol en vivo el personaje tiene mucho menos poder que en el rol de mesa: no puede haber magos capaces de volar, ni vampiros todopoderosos, dada la imposibilidad de representar estas acciones.

### El papel del director de juego
Si el papel de los jugadores no cambia mucho, el de los directores de juego sí sufre cambios críticos. Para empezar, en el rol en vivo no se tiene el mismo nivel de control de la acción y de los jugadores que en una partida de rol de mesa. Mientras que este último la interacción más común se lleva a cabo entre personajes jugadores (PJ) y personajes no jugadores (PNJ, controlados por el director de juego), en el rol en vivo la mayor parte del tiempo los jugadores interactúan unos con otros.
Este control y atención personales disminuirán mucho en función del número de directores de juego que haya así como de su proporción con el número de jugadores. En general en las partidas constituidas por numerosos jugadores se siente mucho más dicha falta de control.
En el rol en vivo los jugadores no poseen extras infinitos que puedan aparecer en el juego únicamente porque la autoridad del director de juego lo permita. Además, puesto que en el rol de mesa la acción está mucho más ligada al plano narrativo, cualquier interrupción proveniente del mundo real interrumpe la historia, dejándola en suspensión hasta que el director de juego y los jugadores puedan retomar el curso normal de la partida. En el rol en vivo el director de juego es mucho menos narrador y más organizador y árbitro de conflictos.

### El combate
No necesariamente el rol en vivo tiene un sistema de combate. De hecho, en las variantes más "free form" no suele haber reglamento en absoluto. Pero muchas sí están bastante basadas en el combate. 
En ellas esta es una de las partes que reciben más atención, puesto que es una de las más problemáticas. Algunas ambientaciones o partidas son directamente combativas (un torneo medieval, por ejemplo). Otras no tanto, pero aun así puede darse una situación en la que dos personajes lleguen a simular un combate (desde un duelo de honor en el siglo XIX a una pelea a puñetazos entre aguerridos vikingos). Modelizar estos enfrentamientos de una forma segura para los participantes ha llevado a los jugadores de rol en vivo a desarrollar diferentes sistemas, desde los más abstractos («enfrentamientos» mediante el juego «piedra-papel-tijera», pulsos...) a los más realistas (algunas organizaciones en Canadá y en Rusia realizan combates medievales con espadas sin filo y armaduras completas de metal. Se ha dado incluso el caso de torneos a caballo).

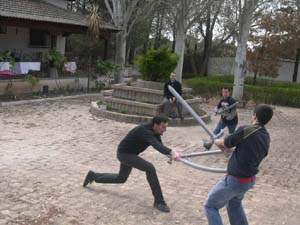
Simulación de un combate con espadas de espuma.

En España el combate con armas más o menos realistas queda relegado a los grupos recreacionistas de esgrima medieval o de airsoft. Lo más utilizado actualmente en las partidas en entorno público son variantes del juego «piedra-papel-tijera». En partidas en recinto privado, el combate con armas blancas utilizado en ambientaciones medievales se realiza habitualmente con variantes de soft-combat, espadas de sparring realizadas con gomaespuma alrededor de un alma ligera. No hay un consenso entre las organizaciones con ambientaciones más actuales para representar las armas de fuego o los explosivos. Fulminantes, pistolas de agua, pelotitas de papel con las que hay que acertar al adversario, acierto inmediato con un daño limitado... son algunos de los sistemas empleados.
De algunos tipos de combate que se originaron en juegos de rol en vivo surgieron deportes nuevos, como es el caso del jugger y del pompfball, siendo los dos mezclas de juegos de pelota tradicionales y juegos de lucha. El jugger, por ejemplo, puede ser descrito como una mezcla entre rugby y esgrima, y está inspirado en un deporte ficticio que apareció en la película australiana The Blood of Heroes (1989), mientras que el pompfball es una mezcla entre hockey y esgrima.

## Una forma de crear un rol en vivo en nueve pasos
Existen tantas formas de crear partidas de rol en vivo como narradores, pero en mayor o menor medida, todas suelen coincidir en varios puntos. Aquí se citan algunos a modo de ejemplo:
PLANTEAMIENTO

1º Creación del núcleo. Encontrar a los narradores, gente que conozca el sistema o que esté dispuesto a aprenderlo. Solo pasar al paso dos cuando los narradores conozcan las reglas como mínimo para que puedan gestionar.
2º Declaración de máximos y mínimos. Márgenes en los que el ReV va a moverse. Reglas del ReV.
3º Pedir preludios, si procede. Algunos narradores que obvian este paso o que lo dan pregenerado en el momento por razones de sencillez y con la intención de no abrumar a los jugadores (especialmente cuando hay una gran afluencia de gente recién iniciada en el rol en vivo y no acostumbrada.

DEFINICIÓN

4º Hilvanar 

(interconexión) de los preludios de forma directa, sin PNJ y permitiendo la interacción desde el minuto 1 entre cualquiera de los jugadores.
En caso de no querer hilvanar personalmente jugador a jugador, al menos sí hilvanar con algunos, como poco con ¼ de los mismos. Ten en cuenta que aquello que implica a un jugador con otro, también debe ser conocido por ese otro jugador.
Este punto es complejo de realizar, con lo que es preferible tomar un tiempo y asegurar que está bien hecho.

5º Pulido 

(definición y compactación de lo hilvanado). Revisar todo lo hilvanado. Si hay tarjetas de objetos, crearlas, asignarlas, tener un control sobre quien tiene un objeto poderoso. Todos los narradores deberían colaborar, hablar entre sí de los motivos que unen a un jugador con otro.

6º Creación de tramas. 

Una vez tenemos los márgenes sobre que es lo que afecta a los personajes entre sí, es cuando necesitamos fabricar las tramas. 
Los preludios pueden ser las bases de la trama del ReV.
7º Motores. 

El Inicio de las tramas es dado a los motores de trama, son digamos los que moverán esas tramas hasta otros jugadores. Una vez los motores dan las tramas, los narradores deben ir suministrando a los motores las guías para que ellos guíen a su vez a los demás. Se incluye dichos Inicios de tramas en sus sobres. Es decir, hay que mantener siempre en funcionamiento al motor de trama, si el motor se detiene, los jugadores que dependen de él también lo harán. El motor deberá intentar que los jugadores que dependen de él también se conviertan en motores de trama, pero inicialmente es imposible que todos lo sean. Especial atención a ellos. Si un motor tiene una duda y como narrador no estás seguro al 100%, a veces puede ser mejor no responder dependiendo del caso, y consultar a los demás narradores primero. Ten en cuenta que un error en este punto puede conllevar que el motor de trama lleve a los jugadores a ninguna parte movido por un error de narración... y esto ya es muy complejo de resolver. 
No obstante, en ciertos entornos y partidas, suspender el "flow" del juego para aclarar una duda de trama o metatrama puede ser contraproducente (¡incluso para un solo jugador!), deteniendo la partida y produciendo metajuego o la desagradable sensación de "salirse del personaje" que debería evitarse. Es decisión del árbitro o narrador el valorar si la pregunta merece la pena pagar este precio de interrumpir la partida o puede salir adelante con alguna decisión. Esta libertad de acción supeditada al narrador es uno de los principales motivos por los que se requiere que los narradores conozcan y se hayan preparado el juego especialmente bien. Un motor de trama no es un PNJ ya que no depende de los narradores para declarar cosas. Es totalmente libre, solo que hace un favor a la partida.
8º Creación del flujo de tiempo y sus eventos.

Los eventos son sucesos que el narrador describe a los personajes, y que afectan al desarrollo de la partida.
Ejemplo.-

"A las 12 de la noche hay una guerra de bandas, habrá PJ metidos dentro de esto y otros que se encuentren en medio sin quererlo. La guerra de bandas es por la droga. Habrá dentro de los PJ quien quiera la guerra y quien intente impedirla. En caso de que se impida, un hombre de negro atacará a los PJ. El tiroteo se hará en la calle Agua y lo narrará Luis." 
Es posible que un rol en vivo no se desarrolle por eventos, sino que plantee una situación y unos objetivos globales y/o individuales; y deje a los propios jugadores desarrollar la trama más narrativa que no está exenta de sorpresas. Ambos métodos, y todos los híbridos posibles, crean narrativas sólidas si la base está bien elaborada y los personajes, en ningún momento, se sienten perdidos sobre qué deben interpretar o cómo ha de comportarse su personaje. "Es más importante el presente que el futuro". Esto no descarta la intervención ocasional de un Árbitro o desencadenar sucesos predefinidos que eviten que la narrativa se estanque: sin embargo, la experiencia demuestra que los jugadores prefieren fabricar su propia historia -aunque sea bajo las consignas del árbitro- que forzar sus acciones a un guion demasiado estricto.
9º Burocracia

Tarjetas, fichas, papeleo etc.
La estructura del rol en vivo debe estar elaborada, los objetivos cumplidos y revisados en un tiempo prudencial antes del ReV. Se recomienda la inspección del lugar de juego de antemano: antes de comenzar el documento del ReV si es posible, y justo antes de jugarlo para poder acabar los últimos detalles y evitar complicaciones. En cuanto al lugar, ha de ser un sitio seguro y bien aclimatado. Cualquier cosa que no sea una obviedad en cuanto a seguridad de los jugadores, se les deberá comunicar muy claramente. La seguridad es lo primero.
La adjudicación de personajes, además, puede ser aleatoria, planificada, personajes hechos expresamente para ese jugador... cada partida tiene un óptimo reparto de personajes en este sentido y algunas veces los personajes son tan genéricos que no compensa crear roles para repartir. Depende completamente de cada partida y narrador.

RESOLUCIÓN
Se hace el ReV. 
Se anota como va el ReV para posteriormente analizarlo y mejorarlo.
Se piden conclusiones. Cierre de capítulo. 
Quedada posterior entre narradores y jugadores para contar los mejores momentos.
Ante todo, divertíos.

## Principales eventos del mundo del rol en vivo
Existe una gran variedad de tipos de rol en vivo, por lo que es imposible definir a un evento como «principal» respecto a otros. Cabe hablar, no obstante, y desde el exclusivo punto de vista del tamaño de los eventos, de algunas organizaciones de gran envergadura dedicadas a la práctica del ReV masivo: 
- Anachrone Principal línea de eventos en Francia hasta el 2007, con una participación de 800 jugadores. Actualmente existe un nuevo evento de ReV masivo en Francia (más de 1200 participantes) denominado Chroniques de Kandorya cuyo primer opus se desarrolló en el 2011.
- Les Racines de Crystal Evento de 400 jugadores en un castillo de Dordoña (Francia). Destaca por su cuidada organización (no sigue el esquema de un ReV masivo sino que se elaboran tramas como en un ReV más pequeño, y los personajes son asignados), por eso se juega cada dos años.
- AVATAR Evento multitudinario de más de 1000 participantes que auna los esfuerzos de todas las asociaciones de Bélgica.
- Drachenfest Rol en vivo masivo alemán, que reúne a más de 5000 personas durante 5 días.
- Conquest of Mythodea Mayor rol en vivo organizado en Europa, con más de 7000 participantes. Reúne a más de 5000 jugadores procedentes de varios países y más de 1600 pnjs y artistas.
- Duché de Bicolline Línea de eventos organizados en Canadá. Su principal evento anual congrega más de 2000 personas, aunque realizan muchos otros a lo largo del año de menor envergadura. Destacan por haber construido un feudo medieval-fantástico con más de 150 edificios en un terreno de 140 hectáreas. También llama la atención su sistema de entre-partidas, que hace evolucionar su mundo militar, política y económicamente.

## Rol en vivo en España
- El primer reglamento de rol en vivo publicado en España fue el del juego Killer, que la editorial barcelonesa Joc Internacional tradujo y publicó en 1991 a partir del juego Killer: The Game of Assassination, de la editorial estadounidense Steve Jackson Games.[14]
- El primer reglamento de rol en vivo creado y publicado exclusivamente en España fue el del juego Espada y brujería,[15] publicado en diciembre de 1995 por la editorial barcelonesa Yggdrasil Jocs.
- En 1999, a modo amateur, se publicó el reglamento "Teatro Demente", como parodia del "Teatro de la Mente" de Mundo de tinieblas.
- Según el Libro Guinness de los Récords, el juego de rol en vivo más grande de España fue Irmandiños: a revolta, que se celebró en el Castillo de Monterrey (Galicia) de 2006 a 2008. El juego trataba sobre la revuelta Irmandiña, una revuelta popular que ocurrió en Galicia en el siglo XV y en la que el campesinado se alzó en armas contra sus señores feudales. Aunque existen otros eventos más multitudinarios en otros países (como Conquest o Drachenfest), Irmandiños: a revolta ha sido hasta hoy en día el juego de rol en vivo más concurrido de España: en él participaban anualmente entre 500 y 600 personas.
- Además, el rol en vivo más longevo de España es la Semana Medieval de Time Lords que se viene celebrando en Cataluña todos los veranos desde 1995 con una asistencia media de 70 personas cada año, claro que este evento no está subvencionado por ningún estamento público, sino que está organizado por personas que lo hacen desinteresadamente y sin ánimo de lucro. Está basado en parte, en la historia y tradiciones catalanas, aunque muy libremente adaptadas para adecuarse a la temática medieval fantástica.
- Cabe a destacar también Arcaron que, a diferencia de los anteriores, realizó entre 2004 y 2014 19 eventos de entre 30 y 60 jugadores dentro de un mismo hilo histórico de continuidad.
- Desde 2001 se viene realizando en Cataluña "La Feria del vellón" juego ambientado en la Cataluña medieval inspirado en Aquelarre el juego de rol creado por Ricard Ibañez. Este grupo convertido ahora en Fanac también tiene en su haber otros juegos como Tortosa Temple, Recasens El Legado, Enredos y Justas o la Herencia del Tío Justino.
- Desde 2009, Crónicas de Hyboria se celebra en diferentes lugares (principalmente Cuenca), ronda los 110-130 jugadores. Ambientado en el mundo de Conan.
- Desde 2011, El Despertar de Cyric se celebra en la provincia de Valencia. Se trata de un rol en vivo ambientado en el mundo de Dungeons & Dragons, concretamente en los Reinos Olvidados. Tras cada edición, se ha ido sumando cada vez más gente, contando en la actualidad (2013) con 100-120 jugadores y realizan el evento semestralmente a diferencia de la tendencia anual de otros ReVs.
- Desde 2012, 7º Mar 1720 se viene celebrando en diferentes lugares, como Albarracín, Alarcón, ronda los 60-100 jugadores, eventos ambientados en el mundo de 7º Mar llevado unos años adelante. En el 2017 se han constituido como Asociación Sociocultural Entramando, además de realizar un nuevo evento basado en el salvaje oeste: Crossroads: Bullets do not make old men.
- Desde 2014, la Feria del Dragón se celebra en Puerto Real (Cádiz), este evento no es sino el reflejo de lo que sería un gran festín o feria medieval con juegos, torneos de armas, taberna y puestos, cetrería, música en directo, un sinfín de contenido para entretenerse, y sobre todo ROL EN VIVO, porque todo está enmarcado dentro de una partida de rol en vivo. Lleva años celebrándose, siendo acompañado por otro evento del mismo multiverso y trama, llamado "Lágrimas de Tormenta", que añade además de rol en vivo, wargames.
- En 2015 se organizó el primer Festival de la Isla Esmeralda, en la isla albergue de Zuhatza (Álava). Este rol en vivo representa una competición entre distintos campamentos temáticos, con la finalidad de alzarse con la victoria y obtener el título de Paladín Imperial.El modelo de evento es sandbox, puesto que no hay una línea argumental que los jugadores deban seguir y resolver, sino que pueden participar desarrollando sus propias tramas y aventuras. En 2019 ha superado los 400 participantes.
- Tierra de Nadie: Jornadas de rol que se celebran anualmente en Mollina (Málaga). No son estrictamente un evento de rol en vivo, pero sí uno de los eventos en los que más partidas de rol en vivo se celebran a nivel nacional.
- Además en los últimos años han aparecido empresas que se dedican a proporcionar servicios para jugar a juegos de rol tipo Cluedo en vivo,[16] en inglés conocidos como Murder Mystery Parties. Este tipo de partidas se suelen centrar en la resolución de un asesinato, estando el asesino normalmente entre los jugadores. Si bien sí suelen incluir fichas de personaje, se suelen alejar más del uso de dados y habilidades para apostar por la interpretación y la resolución de un misterio.
- Desde 2014 cabe destacar la organización del Medieval Experience,[17] la tercera más longeva, con varios eventos anuales en toda España, el mayor de ellos de 300 jugadores, que comenzó sus andanzas en 2016 y que a final de 2018 había realizado 55 eventos. Bajo su sello productivo se han tratado temáticas de fantasía medieval (la propia ambientación Juego de Tronos) y de acción.
- Cada vez más son las asociaciones o empresas españolas que se unen al rol en vivo. Algunos creando ya eventos de gran repercusión en España como Versum anteriormente citado y dando origen a otros nuevos como pueda ser el Festival del Corazón de Acero, celebrado todos los años en la localidad valenciana de Guardamar de la Safor y organizado gracias a la colaboración y unión de la Asociación Éter en conjunto con una de las tiendas más veteranas de España como El Tiro Medieval quien aporta material y para la recreación de un ambiente medieval durante los 4 días de duración, y por supuesto contando con el beneplácito del excelentísimo Ayuntamiento de Guardamar, quien pone a disposición de los miles de participantes y organizadores una amplia zona para su celebración y emplazamiento.
- Por otro lado, la oficialidad de los eventos nacionales es cada vez mayor. Efimeral Events consiguió la autorización oficial para organizar un juego de rol oficial de The Witcher de la mano de Holocubierta Ediciones, basado en el manual de rol oficial y publicado con el mismo nombre,[18][19] tanto en su vertiente nacional como internacional.

## Rol en vivo en Argentina
Varias agrupaciones de juegos de rol en el país han comenzado a dedicarse exclusivamente a los juegos de rol en vivo. Alguno de los mundos utilizados para este fin fueron tales como Vampiro Mascarada, Supernatural y Juego de Tronos. Algunos otros representan estilos medievales o steampunk.
- En 2015 se empezó la Campaña de Underworld en la ciudad de La Plata , hacen eventos cada 2 meses aproximadamente y llevan un número aproximado de 7 campañas
- En 2016 en la Ciudad de la plata comenzó la campaña de Keneor con 2 campañas hasta el momento, está campaña fue un fracaso ya que su organizador fue declarado culpable de distintos delitos sexuales.

### Concilio del Sur
Entre las agrupaciones de Argentina Concilio del Sur, asociación que desarrolla actividades lúdicas, tiene como misión acercar y difundir los juegos de rol en vivo y rol de mesa. Partiendo normalmente de una base literaria, intenta generar espacios temáticos, teniendo como objetivo social la integración de personas fuera de un ámbito virtual. Intenta generar una conciencia de socialización, cooperación, trabajo en equipo y sobre todo diversión entre sus participantes. En 2014, Concilio del Sur realiza la primera saga abierta al público de un juego de rol en vivo, bajo el título "Reinado de Aegon V" basado en las novelas de GRR Martin "Canción de Hielo y Fuego". La misma tuvo durante ese año dos encuentros: 1) Asuntos Menores, 2) La Justicia del Rey. Bajo un argumento acorde a la novela, los jugadores se presentan como equipos representando una "Casa Menor" o "Familia Importante" para participar en distintas acciones con el fin de obtener títulos de nobleza y otros favores del rey, para hacer crecer su prestigio. La saga ha llegado a su fin. Sin embargo la trama y sus personajes continúan actualmente activos.
Reinado de Aegon V Targaryen
- Capítulo 1. Junio 2014, Inicia  "Asuntos Menores".
- Capítulo 2. Diciembre 2014, "La Justicia del Rey".
- Capítulo 3. Junio 2015, "Señores de los Siete Reinos".
- Capítulo 4. Octubre 2017, "Espadas y Cuervos".
- Capítulo 5. Noviembre 2017, "Alianzas del Sur".
- Capítulo 6. Abril 2019, "Brisas de Verano".
- Capítulo Epílogo. Junio 2019, "La búsqueda del Rey".

Tiempo después, en el año 2022 concilio del sur se separó de la rama de LARP y comenzó a llamarse La Ciudadela De Los Confines
LA PLATA NOCTURNO
La plata nocturno es una organización de Larp la cual se enfoca en aventuras cerradas de vampiro la mascarada, mucho de sus partidas no se sabe ya que son cerradas.

## Rol en vivo en Perú
- Reino de Héroes es una agrupación destinada al rol en vivo en este país.[20]

- Heraldos de las Catacumbas es una agrupación que lleva organizando desde 2018 sesiones de rol en vivo y mesa ambientados en el universo de fantasía moderna y terror individual "Mundo de Tinieblas". A través de la colaboración de diversos fanáticos se ha ido estructurando un sistema de reglas que fomenta las típicas argucias políticas del oscuro mundo de "Vampiro: La Mascarada", trayendo consigo la creación del evento "Lima Nocturno", que al 2020 ya va por su segunda edición.[21]
- Desde 2023, el sur del Perú se ha convertido en un centro de importancia para la escena de los juegos de rol en el país, esto gracias a organizaciones de aficionados como es el caso de Sociedad de Rol de Arequipa, una asociación que busca promover tanto los juegos de rol de mesa como en vivo. Entre sus actividades se destacan "Arequipa by Night", el primer evento de rol en vivo de la ciudad y del sur del país cuya primera edición se llevó a cabo el 26 de octubre de 2024 y está ambientado también en el llamado "Mundo de Tinieblas". Es importante también "Reinos de Ceniza" un festival de rol en vivo que se desarrolla en una ambientación nueva de fantasía medieval y utiliza un sistema propio inspirado en el estilo de juego de larp nórdico, su primera edición se llevó a cabo en abril de 2025.